# Техника – молодежи
«Техніка — молоді» (рос. Техника — молодежи) — радянський та російський щомісячний науково-популярний і літературно-художній журнал, центральною темою якого є історія, сучасність і майбутнє технологічної цивілізації людства. Видавець — ЗАТ «Корпорація ВЕСТ», сучасний наклад — близько 50 тис. примірників. Головний редактор — Олександр Перевозчиков, науковий редактор — Володимир Мейліцев.

## Історія
Виходить з липня 1933 року. Підпорядковувався «Об'єднанню науково-технічних видавництв», з липня 1941 року — видавництву «Молода гвардія». Заснування журналу було пов'язане з нагальною потребою в підготовці якісних інженерних кадрів, з необхідністю пробудження в широких верствах молоді інтересу до світу науки і техніки. Про важливість завдань журналу свідчить введення у склад першої редакційної колегії визнаного теоретика ВКП(б) Миколи Бухаріна. На сторінках журналу не обійшлося без притаманних часу ідеологічних матеріалів і кліше, особливо в 30-40-х рр. XX ст. Один з небагатьох науково-популярних журналів, що виходив під час Другої світової війни. Єдина перерва у виданні була з жовтня 1941 р. (жовтневий, листопадовий і грудневий номери журналу не вийшли) по березень 1942-го — здвоєний січнево-лютневий номер був підписаний до друку 1 квітня 1942 року.
Журнал був зручною трибуною для видатних учених колишнього СРСР і багатьох країн світу, з якої вони зверталися до молоді з популяризацією наукових ідей і технічних звершень, з прогнозами розвитку технологій майбутнього. На сторінках журналу друкували звернення, роздуми та статті К. Ціолковський, І. Павлов, В. Обручев, О. Ферсман, П. Капіца, І. Бардін, Ю. Харитон, І. Курчатов, С. Корольов, А. Колмогоров, Є. Патон, М. Амосов, В. Глушков, І. Єфремов, Нільс Бор, Вернер Гейзенберг, Поль Дірак, Роберт Оппенгеймер, Енріко Фермі, Г. Сіборг, Айзек Азімов, Артур Кларк та інші вчені зі світовим ім'ям. Провідні теми журналу — техніка освоєння океану, повітряного простору, надр, Арктики й Антарктики, а з кінця 1950-х рр. — опанування космосу, інтерес до якого був пов'язаний з радянським лідерством у цій високотехнологічній сфері й спирався на розвиток філософії космізму.
Навколо журналу зґуртувалася спілка незвичайних художників-ілюстраторів, специфіка яких полягала у відображенні світу техніки, образів фантастичної літератури, наукових уявлень про майбутнє.

Головні редактори «Техніки — Молоді»: зліва В. Захарченко (редактор з червня 1949 р. по квітень 1984 р.), справа В. Чумаков (серпень 1984 р. — червень 1991 р.), в середині — О. Перевозчиков (з 1991 р. по сьогодні)

З 1970 р. журнал став повністю кольоровим. Ілюстрації К. Арцеулова, О. Побединського, Р. Авотіна, Г. Покровського, Н. Кольчицького, А. Соколова, Ю. Макарова тощо стали яскравими візитками журналу, визнаною класикою жанру. Особливістю «Техніки — молоді» була популяризація фантастичного живопису, що значною мірою сприяло розвитку цього виду мистецтва в колишньому СРСР.
Серед сталих традицій — організація міжнародних конкурсів автомобілів саморобних конструкцій, висвітлення цих конкурсів на сторінках журналу.
Редакцію журналу в різні роки очолювали: В. Орлов, В. Захарченко, С. Чумаков, О. Перевозчиков. З 1949 по 1984 рр. головним редактором журналу був Василь Захарченко, зусиллями якого «Техніка — молоді» стала визнаним лідером серед журналів науково-популярного напрямку, отримала свій неповторний стиль і широке коло прихильників (наклад журналу досяг 1,7 млн примірників). Попри це, 1984 р. Захарченко був звільнений з посади у зв'язку з публікацією роману Артура Кларка «2010: Одіссея 2», імена персонажів якого збігалися з прізвищами відомих радянських дисидентів.

## Основні рубрики
| - «Час шукати й дивуватися», - «Електронно-обчислювальний світ», - «Техніка й технології», - «Науково-технічна творчість молоді», - «Репортаж», - «Музей ТМ», - «Персони науки і техніки», - «Реліквії науки й техніки», - «Сторінки історії», - «Історична серія», - «Сміливі гіпотези», - «Сміливі проекти», | - «Управління ризиками», - «Військові знання», - «Час-Простір-Людина», - «Технологія творчості», - «Світ захоплень», - «Історія успіху», - «Навколо земної кулі», - «Загадки забутих цивілізацій», - «Антологія таємничих випадків», - «Клуб любителів фантастики», - «Клуб ТМ». |

## Наукова фантастика на сторінках «Техніки— молоді»
З низки організаційно-політичних причин журнал «Техніка — молоді» став у колишньому СРСР основним журналом науково-фантастичної літератури, що привертало до нього сотні тисяч любителів цього жанру. Завдання, яке відводили фантастичним творам на сторінках журналу, полягали в популяризації наукових досягнень, передбаченні їх подальшого розвитку, натхненні на нові технічні пошуки. Проте, фантастика, як частина живого літературного процесу, швидко розширила межі своїх завдань і можливостей соціальними, політичними, духовними напрямками, іноді стаючи небезпечною для чинної системи.
Перша науково-фантастична публікація вийшла в п'ятому номері за 1935 р. — оповідання С. Родигіна «Космічний рейс». Перший роман друкувався протягом 1939—1940 рр. (Ю. Долгушин «Генератор чудес» — розповідь про винахід, що дає можливості омолоджувати людський організм, перемагати тяжкі захворювання, оживляти померлих). Наступна НФ публікація з'явилася лише 1951 р. (оповідання О. Казанцева «Гість з космосу»). Надалі, зусиллями головного редактора В. Захарченка, фантастика органічно входить у зміст майже кожного числа журналу, в якому навіть утворюється окремий відділ фантастики (завідували О. Морозов; А. Міцкевич, більш відомий під літературним псевдонімом Дніпров; Ю. Медведєв, дитям якого стала улюблена читачами рубрика «Антологія таємничих випадків»; В. Щербаков, М. Пухов).
«Техніка — молоді» 1957 р. першою опублікувала «Туманність Андромеди» Івана Єфремова (роман був перекладений на десятки мов і значною мірою вплинув на світовий розвиток наукової фантастики) і його ж «Годину Бика» (1968—1969 рр.), за яку письменник опинився в опалі. На сторінках журналу «загорялись зірки» братів Стругацьких, В. Савченка, П. Амнуеля, Г. Альтова, С. Жемайтіса, І. Росоховатського, С. Гансовського, С. Павлова та інших. Журнал відкрив для радянського читача твори С. Лема, Е. Гамільтона, Р. Бредбері, А. Кларка, А. Азімова, Р. Шеклі, П. Андерсона, У. Ле Ґуїн та інших. З 1966 року на сторінках журналу прописався «Клуб любителів фантастики», де друкувалися оповідання як професійних авторів, так і початківців. Проводились численні конкурси на найкраще НФ-оповідання, на найкраще оповідання по НФ-малюнку, на найкращу НФ-картину. Традиційними стали полемічні «зустрічі» з відомими фантастами (цикли «Говорять фантасти — розвідники майбутнього», «Фантасти світу про майбутнє людини» та інше).
Наперекір чинним цензурним обмеженням, «Техніка — молоді» відіграла визначну роль в історії радянської фантастики та формуванні смаків читача. Сьогодні[коли?] редакція продовжує найкращі традиції[джерело?] своїх попередників, проте поява окремих журналів і альманахів фантастики, вільний доступ до найкращих творів НФ, змістили журнал з лідерських позицій НФ.